# Кара-Тюбе
Кара́-Тюбе́ — село в Нефтекумском районе (городском округе) Ставропольского края России.

## Название
«Кара-Тюбе» — в переводе с ногайского означает «Чёрный курган» (ног. Кара-Тоьбе). Действительно, над долиной Горькой балки, в нескольких километрах от села, возвышается приметный холм, который находится на стороне «оймаута», а «Чёрным» назван потому что земля под этим холмом была темноватой.
Варианты названия
- Каратюбе[2],
- Русский Мангит[4].

## География
Село расположено в одноимённом урочище в верховье реки Горькая Балка, в 37 км к юго-западу от районного центра — города Нефтекумска и в 221 км к юго-востоку от краевого центра — города Ставрополя.

## История
Населённый пункт основан 26 декабря 1861 года. Кроме того, имеются сведения, что он был образован из аулов Уч-Тюбе аул, Оймаут-аул, Етнокта- аул, Индрали Малый-аул, Кидыш-аул, которые в 1910 году объединились в общий аул и стали называться  «Кара-Тюбе». По другим данным, Кара-Тюбе образован в 1870 году из кочевых аулов Онъит, Оймаут, Етинокта:105.
На 1 января 1927 года в Кара-Тюбе числилось 182 хозяйства с населением 781 человек (409 мужчин и 372 женщины), из них 387 — ногайцы, 319 — русские и 75 — прочие. По состоянию на 1 октября 1929 года в ауле имелись школа, потребительское общество. На тот момент он являлся центром Кара-Тюбинского сельского совета Ачикулакского района Дагестанской АССР. В состав территории сельсовета также входили посёлок Новомирский, хутор Старо-Израиль, аул Уч-Тюбе и село Русский Мангит:10.
11 января 1943 года село освобождено от немецко-фашистских захватчиков.
До 1 мая 2017 года село было административным центром упразднённого Кара-Тюбинского сельсовета.

## Население
| 1903 | 1926 | 1989  | 2002  | 2010  | 2014  | 2021  | 2023  |
| ---- | ---- | ----- | ----- | ----- | ----- | ----- | ----- |
| 470  | ↗781 | ↗2709 | ↗3300 | ↘2958 | ↗3000 | ↘2670 | ↗2800 |

Национальный состав
По данным переписи 2002 года основную часть жителей села составляют ногайцы (38 %) и русские (32 %).

## Инфраструктура
В селе есть социально-культурное объединение, врачебная амбулатория, аптека, 14 магазинов, средняя общеобразовательная школа № 12, детский сад № 14 «Колобок». Уличная сеть насчитывает 14 улиц и 4 переулка.

## Культовые сооружения
На территории Кара-Тюбе находятся мечеть (открыта в 1993 году) и православный храм (открыт в 1998 году):499. В границах села расположены 3 вероисповедальных открытых кладбища общей площадью 100 тыс. м².

## Памятники
- Братская могила 20 советских воинов, погибших в борьбе с фашистами. 1942, 1946 года[23]

## Резонансные события
- В октябре 2012 года спорная ситуация в школе № 12 по поводу возможности ношения хиджаба во время школьных занятий[24] вызвала общественную дискуссию всероссийского масштаба. Своё мнение высказал и президент РФ[25].